# Fonograaf

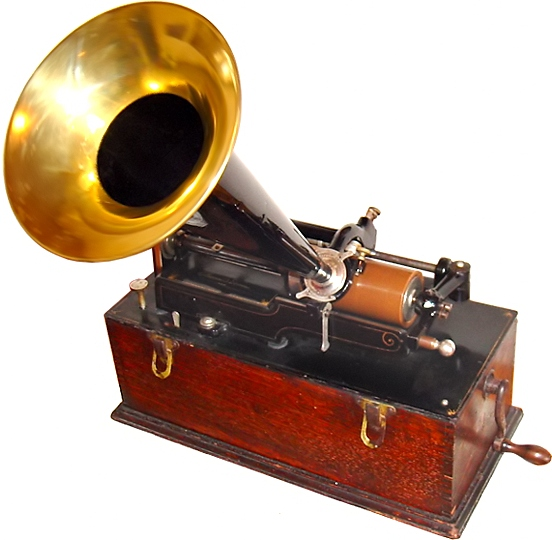
Fonograaf

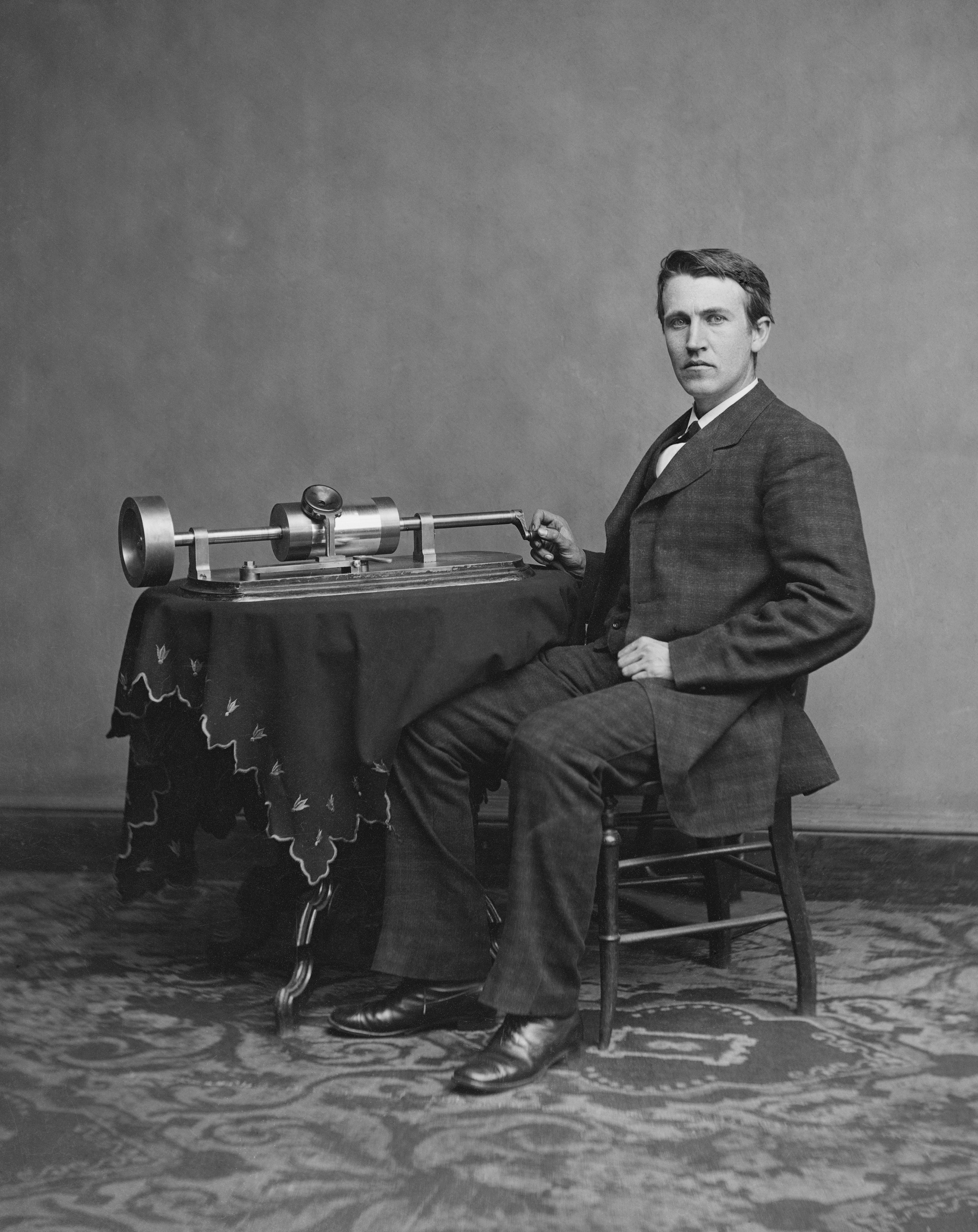
Edison met zijn fonograaf

De fonograaf (Engels: phonograph) is de voorloper van de grammofoon. De fonograaf werd gepatenteerd door Thomas Alva Edison op 19 februari 1878 en voorzag in de eerste mogelijkheid om geluid op te nemen én weer af te spelen. De fonograaf van Edison is naar alle waarschijnlijkheid gebaseerd op een fonautograaf die in 1860 door de Parijse uitvinder Édouard-Léon Scott de Martinville werd gebouwd. 

## Werking
Bij de fonograaf worden via een membraan en een stalen naald de geluidstrillingen vastgelegd, zodat de scherpe punt van de naald een groef van wisselende diepte trekt in een metaallaag die om een ronddraaiende cilinder is aangebracht. Na de opname wordt de naald naar het begin van de cilinder gebracht en in het geluidsspoor gezet. Door vervolgens de cilinder weer rond te draaien werd het opgenomen geluid via een hoorn afgespeeld. 
De eerste fonografische opname die Edison zelf maakte was van het Engelse kinderliedje "Mary had a little lamb":
Mary had a little lamb
Its fleece was white as snow
And everywhere that Mary went
The lamb was sure to go

## Ontwikkeling
Als geluidsdrager gebruikte Edison aanvankelijk stannioolfolie, maar dat bleek te kwetsbaar te zijn. Daarom ging men over op het gebruik van een wasrol. In 1890 verkreeg Charles Tainter patent op de grafofoon: een verbeterde versie geluidsdrager door het toepassen van carnaubawas als vervanger van het mengsel van paraffine en bijenwas.
Vanaf 1890 verschenen de eerste commerciële fonografen. Er was een klein aantal muziektitels te koop. Aanvankelijk ging het meer om een curiositeit dan om een volwaardige geluidsdrager. Elke rol moest apart ingespeeld worden, klonk zacht en was na vijf keer draaien versleten.
In het begin van de 20e eeuw ging men sterkere wassoorten gebruiken. Het gevolg was meer geluidsvolume en een langere levensduur van de cilinder. Ook werd er een procedé ontwikkeld om van een origineel een negatief te maken. Met het kopiëren begon de massaproductie. De speelduur ging van twee naar vier minuten. Inmiddels maakte ook de platte plaat van Emile Berliner (de 78-toerenplaat) zijn opmars. Deze werd (in zijn uiteindelijke vorm) vervaardigd van schellak, was eenvoudig te vermenigvuldigen en vormde een serieuze concurrentie. Edison hield vast aan de cilinder. 
Vanaf 1912 begon hij met de productie van een celluloid-rol, de zogenaamde Blue Amberol. De amberols worden afgespeeld met een diamantnaald, en kunnen honderden keren zonder noemenswaardige slijtage gespeeld worden. Voor het afspelen worden opwindbare eikenhouten kasten gebruikt, die het geluid zonder elektrische versterking doorgeven. Deze afspeelkasten zijn van 1914 tot 1928 in ongewijzigde vorm in productie gebleven. Meer dan een half miljoen zijn er van geproduceerd.

## Internationaal
Het protocol van Edison is nooit doorgebroken in Europa. In Groot-Brittannië bestond de Gramophone Company die verantwoordelijk was voor de legendarisch geworden opnamen van Caruso. In Frankrijk ontwikkelde Pathé een eigen standaard (Le Coq) in de volksmond Pathéphone genoemd. Toch hebben diverse Nederlandse artiesten bij Edison opnames gemaakt. Rond 1906 hebben Solser & Hesse (de voorlopers van Snip&Snap) diverse nummers opgenomen, evenals Alida Lutkeman en het Duo Paulus. Ook bestaat er een opname van het toenmalige volkslied Wien Neerlandsch Bloed, gezongen door M.Gros (#18471). In de Blue Amberol serie zijn er in 1912 zo'n 20 Nederlandstalige titels uitgebracht van o.a. J.H. Speenhoff en Nap de la Mar. Overigens werd er in die tijd de meeste muziek op 78 toeren grammofoonplaten opgenomen. De spelers daarvoor waren ook uitgerust met de karakteristieke hoorn, en werden eveneens fonograaf genoemd. Artiesten als Eduard Jacobs en Albert Bol zijn te vinden op labels als Victor, Favorite, Odeon, Jumbo en Zonophone.
Cilinders kunnen alleen door een fonograaf worden afgespeeld. De fonograaf heeft een mechanische geluidsreproductie, en heeft geen stekker om in een stopcontact te steken. De grammofoon kan zowel in aandrijving als weergave mechanisch of  elektrisch zijn. 78 toeren-platen kunnen niet door een fonograaf worden afgespeeld. Deze kunnen alleen door een grammofoon worden afgespeeld.

## Media
|  | |
|  | Hernieuwde uitvoering in 1927 van de eerste geluidsopname uit 1877 door Thomas Edison - Mary Had a Little Lamb (download·info) |

|  | |
|  | Reportage van de Philips Omroep Holland-Indië ter gelegenheid van het 50-jarig bestaan van de fonograaf (download·info) |